# 坚振圣事

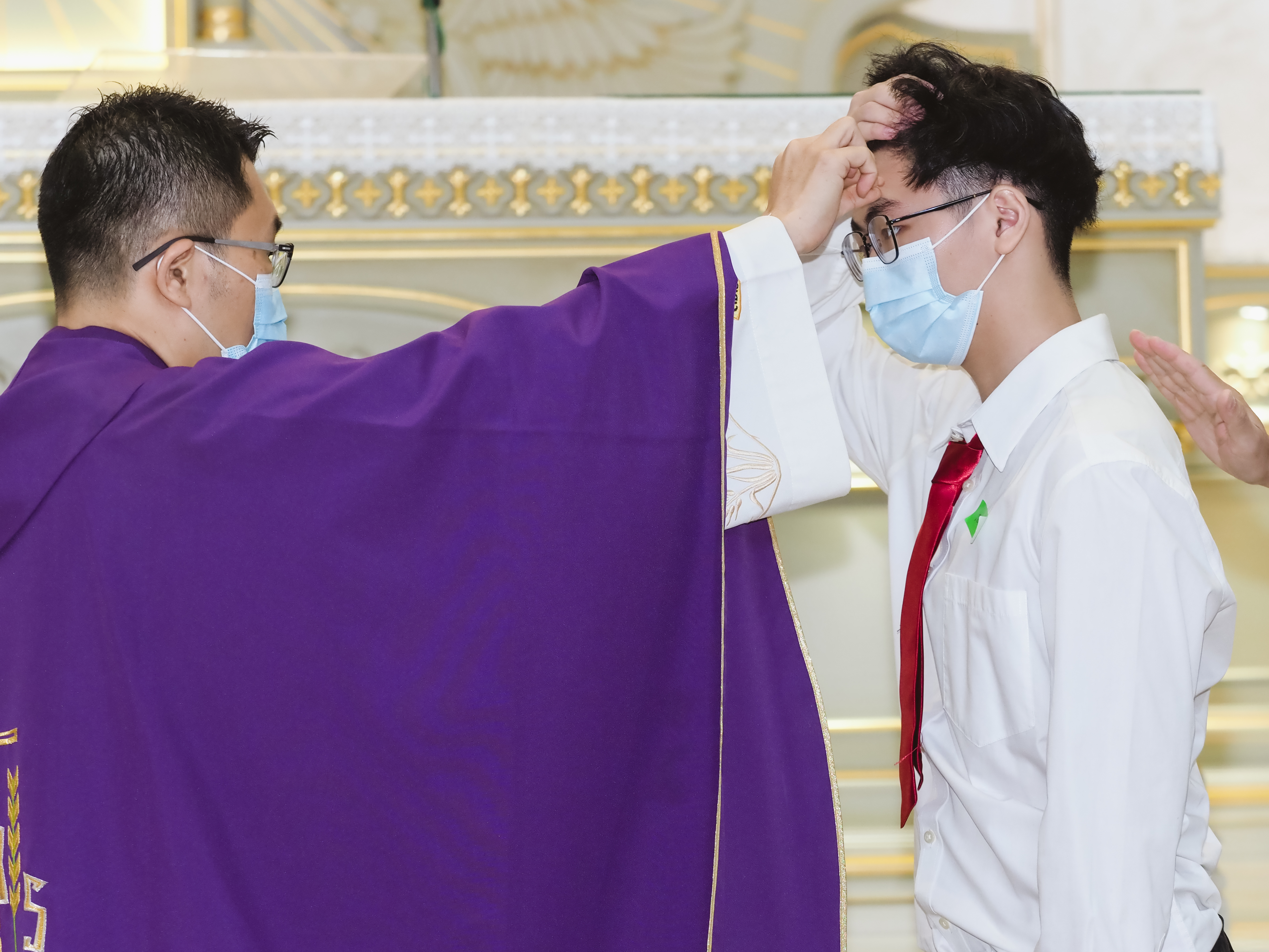
天主教的堅振聖事

坚振圣事（Confirmation）是天主教會、東正教會、東方正統教會等基督教派別承認的七件聖事之一，認為通過堅振聖事，聖神（聖靈）能進一步鞏固人通過洗礼與天主（上帝）建立的關係。
新教除承認所有七件聖事的盎格魯大公主義等少數例外，雖然聖公會、循道宗、信義會、長老會等實行嬰兒洗禮的教派也會舉行「坚振礼」、「堅信禮」，但並不承認其聖事（聖禮）地位，認為這只是一種宣信信仰的禮儀而已。而浸信會以及絕大部分福音派教會則完全不施行堅振。
猶太教改革派也有為青少年信徒實行類似堅振聖事的儀式的傳統。

## 起源
起源於宗徒大事錄／使徒行傳（8:14-18）中伯多祿與若望被派遺到撒瑪黎雅，為那些已受洗的男女信徒祈禱，並給他們覆手，帶領他們領受聖神／聖靈。從此，初期教會就成了一種傳統習俗，對於那些已受洗的信徒，由教會的主教覆手在他們頭上。

## 天主教
教友经坚振圣事得到来自圣神的恩赐、力量及勇气，为天主所祝圣、挑选，并获得圣神「印记」。以往教会一般将坚振圣事安排在洗礼后的数月或者一年才举行，目的是领坚振前要有一段时间去学习教理，以备领坚振圣事。坚振圣事通常由主教施行，包括覆手礼、傅油礼。在领坚振圣事后才被认为完全的加入了教会并达至圆满（宗1：5，2：18）。关于来源，一种说法是由于在以前教会初期，加入教会的大多是成年人，经洗礼后即宣布成为教会一员，但后來婴儿洗礼越来越流行，然而婴儿在领洗时并不能领悟和明白天主的圣恩，担负基督徒使命，故待其长大后妥当准备后才可领坚振礼，再则也是为了认真的区别洗礼与坚振圣事。但東儀天主教會跟從東正教的習慣，會為嬰兒一次完成洗禮與堅振。
天主教认为坚振為三件入门圣事（圣洗、坚振及初領聖體）之一，其中圣洗被认为是重生的圣事，坚振代表在聖神内作基督见证的圣事，而圣体是生命之粮与基督结合的圣事。

## 东正教

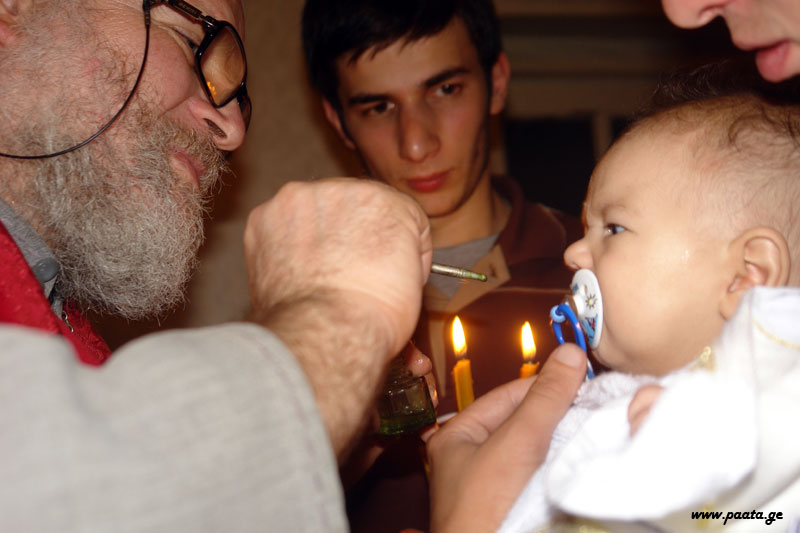
東正教一般對嬰兒就進行洗禮與堅振

在东正教，儿童同时领受洗礼、坚振圣事、首次圣体圣事。

## 新教

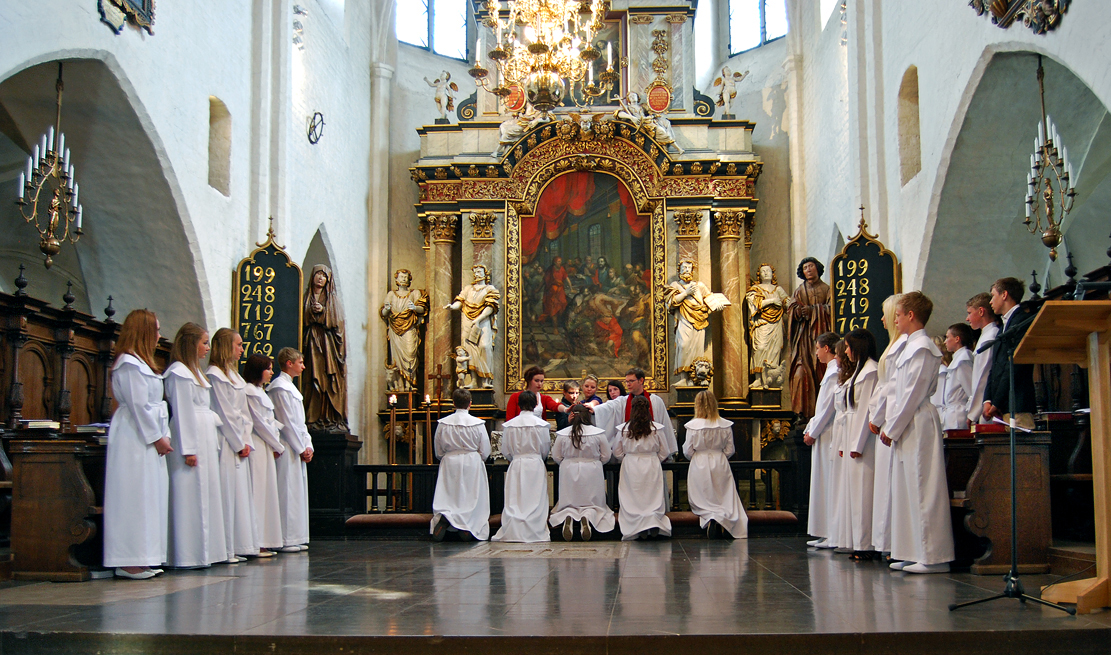
信義宗背景的瑞典教會為青年教友舉行的堅振禮

### 聖公宗
堅振是聖公會廣派教會承認的除聖餐、洗禮兩大聖事之外的五件圣禮之一，地位高於其他一般性禮儀，但低於聖餐與洗禮。主教會為已領洗者施行按手，藉此讓領洗者認清基督徒的使命，堅定信仰，接受差遣，見證基督。聖公宗下的盎格魯大公主義則認為堅振與聖餐（聖體）、洗禮一樣，都是七件聖事之一。
在嬰孩時候領聖洗者，到長大成人，有能力確認受洗時父母或教父母代他們所許的承諾，承擔基督徒使命時，便應領受堅振禮。昔日教友必須在接受堅振禮後才可以領受聖餐。但這規則現時已有改變，孩童在領洗後即可以領受聖餐，待長大成人後才領堅振。
主教在按手前先向領受堅振禮的人講述基督徒的責任，隨後，他們便為洗禮時教父及教母為自己所作的承諾，親自宣信。他們來到主教面前跪下，主教則按手在他們頭上，禱告說：「求主施天恩與主之子女，保護他（她），使他（她）永遠屬主，日日多蒙聖靈之感化，直至他（她）進入主永遠之國。阿們。」，並祈求聖靈降臨在他們身上。

### 循道宗
有持守堅振禮的習慣，習慣稱為堅信禮。

### 信义宗
不承认坚振为圣事，只认为是公开申明信仰的事件。

### 其他新教派别
不承认坚振为圣事，長老會等承認嬰兒洗的派別實施堅信禮。